# Paul Fix
Paul Fix (* 13. Januar 1901 in Dobbs Ferry, New York; † 14. Oktober 1983 in Los Angeles, Kalifornien) war ein US-amerikanischer Theater-, Fernseh- und Filmschauspieler sowie gelegentlicher Drehbuchautor. Von 1925 bis 1981 hatte der vielseitige Nebendarsteller über 330 Film- und Fernsehauftritte, besonders oft an der Seite seines Freundes John Wayne.

## Leben und Karriere
Paul Fix wurde 1901 als Sohn des Braumeisters Wilhelm Fix und seiner Frau Louise Walz in einer Kleinstadt bei New York geboren. Die Eltern waren beide deutsche Einwanderer. 1918 schloss sich Paul Fix gegen Ende des Ersten Weltkriegs der Navy an, danach wurde er Schauspieler. Zunächst absolvierte er Auftritte mit reisenden Theatergruppen und auf Vaudeville-Bühnen in New York, ehe er Mitte der 1920er Jahre nach Hollywood gelangte.
Seinen ersten Filmauftritt hatte er 1925 in dem Film The Perfect Clown. Es folgten weit über 300 Filmauftritte, die ihn zu einem der meistbeschäftigten Nebendarsteller seiner Generation in Hollywood machten. In insgesamt zehn Filmen wirkte er im Laufe der Jahrzehnte unter der Regie von Frank Borzage, etwa in Das siebte Gebot (1929) sowie in Ladies Love Brutes (1930). In der frühen Phase seiner Karriere spielte er besonders oft in B-Filmen, ab der  Nachkriegszeit wirkte er aber immer häufiger auch an aufwendigeren Hollywood-Produktionen mit. Der vielseitige Darsteller verkörperte dabei sehr unterschiedlich angelegte Charaktere an der Seite großer Stars, etwa als Vater von Elizabeth Taylors Figur in George Stevens’ Westernepos Giganten (1956) sowie als Richter Taylor neben Gregory Peck in der Literaturverfilmung Wer die Nachtigall stört (1962) nach Harper Lees gleichnamigem Roman. Unter der Regie von Michelangelo Antonioni hatte er eine Rolle als Wirt in dem Hippie-Kultfilm Zabriskie Point (1970).
Freundschaften verbanden ihn mit Clark Gable und mit John Wayne, mit letzterem soll er in insgesamt 27 Filmen gemeinsam aufgetreten sein. Beispielsweise spielte er an Waynes Seite in den 1930er Jahren im B-Western Der Rodeo-Raub, dann in den 1940er-Jahren in vielen Western von Republic Pictures, und in den 1960er-Jahren als Sheriff in Die vier Söhne der Katie Elder (1964) und als Arzt in El Dorado (1966). Allgemein trat Fix besonders häufig im Westerngenre auf, wobei er in jüngeren Jahren eher auf zwielichtige Banditen oder Schurkenhandlanger abonniert war. Mit zunehmendem Alter wandelte sich sein Leinwandimage und er spielte ab den 1950er-Jahren vor allem freundliche und väterlich wirkende Herren, etwa im Bereich des Westerns den örtlichen Arzt, Gesetzeshüter oder Richter.
Ab den 1950er Jahren wirkte Fix auch an zahlreichen Fernsehserien und -filmen mit. Unter anderem hatte er Gastauftritte in Serienklassikern wie Die Waltons, Kampfstern Galactica, Die Straßen von San Francisco, Bonanza und Detektiv Rockford – Anruf genügt. Seine wohl berühmteste Rolle hatte Fix allerdings in der Westernserie Westlich von Santa Fé, in der er zwischen 1958 und 1963 in insgesamt 151 Folgen eine der Hauptrollen als Marshal Micah Torrance darstellte. Einen seiner heute noch bekanntesten Fernseh-Gastauftritte spielte er 1966 bei Star Trek in der Episode Where No Man Has Gone Before in der Rolle des Dr. Mark Piper. In der Serie High Chaparral war er in zwei Episoden als Apachenhäuptling Cochise zu sehen. Seinen letzten von über 330 Film- und Fernsehauftritten absolvierte Fix 1981 in einer Episode der Krimiserie Quincy.
Neben seiner Tätigkeit als Schauspieler schrieb Fix auch das Drehbuch zu drei Spielfilmen, darunter dem John-Wayne-Western Mit Büchse und Lasso (1944), in dem er auch selbst eine Rolle hatte.

## Privatleben
Paul Fix starb 1983 im Alter von 82 Jahren an Nierenversagen. Er war zweimal verheiratet; von 1922 bis zur Scheidung 1945 mit Frances Harvey sowie von 1949 bis zu ihrem Tod 1979 mit Beverly Pratt. Aus der ersten Ehe kam seine Tochter Marilyn (1925–2017), die später den ebenfalls aus zahlreichen Western bekannten Schauspieler Harry Carey jr. heiratete. Zum Zeitpunkt seines Todes hinterließ Paul Fix seine Tochter, vier Enkel und drei Urenkel. Beigesetzt sind er und seine zweite Frau auf dem Woodlawn Memorial Cemetery in Santa Monica.

## Filmografie (Auswahl)

### Kino
- 1925: The Perfect Clown
- 1926: Hoodoo Ranch
- 1928: The First Kiss
- 1929: Das siebte Gebot (Lucky Star)
- 1931: Bad Girl
- 1932: The Last Mile
- 1932: Die kleinen Strolche – Free Eats (Kurzfilm)
- 1932: Scarface
- 1932: Der Abend des 13. Juni (The Night of June 13)
- 1933: Revolte im Zoo (Zoo in Budapest)
- 1933: Abrechnung in Sonora (Somewhere in Sonora)
- 1934: Little Man, What Now?
- 1934: Das Rätsel von Monte Christo (The Count of Monte Cristo)
- 1935: Die öffentliche Meinung (Reckless)
- 1935: Der Rodeo-Raub (The Desert Trail)
- 1935: Männer ohne Namen (Men Without Names)
- 1936: Der Gefangene der Haifischinsel (The Prisoner of Shark Island)
- 1936: The Ex-Mrs. Bradford
- 1936: Charlie Chan beim Pferderennen (Charlie Chan at the Race Track)
- 1936: Winterset
- 1936: Dünner Mann, 2. Fall (After the Thin Man)
- 1937: Schiffbruch der Seelen (Souls at Sea)
- 1937: Die große Stadt (Big City)
- 1937: The Game That Kills
- 1937: Maria Walewska (Conquest)
- 1937: Paid to Dance
- 1937: Mannequin
- 1938: Der Freibeuter von Louisiana (The Buccaneer)
- 1938: Mr. Moto und der Wettbetrug (Mr. Moto’s Gamble)
- 1938: Schnelle Fäuste (The Crowd Roars)
- 1940: Schwarzer Freitag (Black Friday)
- 1940: Die wunderbare Rettung (Strange Cargo)
- 1940: Goldschmuggel nach Virginia (Virginia City)
- 1940: Dr. Zyklop (Dr. Cyclops)
- 1941: Vorsicht Gespenster! (Hold That Ghost)
- 1941: Unfinished Business
- 1942: Der Gentleman-Killer (Kid Glove Killer)
- 1942: Youth on Parade
- 1942: Hitler – Dead or Alive
- 1942: Dr. Gillespie’s New Assistant
- 1942: Pittsburgh
- 1942: Die Geheimwaffe (Sherlock Holmes and the Secret Weapon)
- 1943: Ohne Rücksicht auf Verluste (Bombardier)
- 1943: Der unbekannte Gast (The Unknown Guest)
- 1943: Die Hölle von Oklahoma (In Old Oklahoma)
- 1944: Alarm im Pazifik (The Fighting Seabees)
- 1944: Mit Büchse und Lasso (Tall in the Saddle)
- 1945: San Francisco Lilly (Flame of Barbary Coast)
- 1945: Stahlgewitter (Back to Bataan)
- 1945: Liebe in der Wildnis (Dakota)
- 1947: Der schwarze Reiter (Angel and the Badman)
- 1947: Tycoon
- 1948: Red River
- 1948: Die Plünderer von Nevada (The Plunderers)
- 1948: Die Macht des Bösen (Force of Evil)
- 1948: Im Banne der roten Hexe (Wake of the Red Witch)
- 1949: Kopfpreis 5000 Dollar (Hellfire)
- 1949: Der Teufelshauptmann (She Wore a Yellow Ribbon)
- 1949: In letzter Sekunde (The Fighting Kentuckian)
- 1949: Die Stadt der rauhen Männer (Fighting Man of the Plains)
- 1950: In der Hölle von Missouri (California Passage)
- 1951: In Rache vereint (The Great Missouri Raid)
- 1951: Bullfighter and the Lady (The Bullfighter and the Lady)
- 1951: Am Marterpfahl der Sioux (Warpath)
- 1952: Terror am Rio Grande (Denver and Rio Grande)
- 1952: What Price Glory?
- 1952: Der Tiger von Utah (Ride the Man Down)
- 1953: Sie ritten in die Nacht (Star of Texas)
- 1953: Der Rebell von Java (Fair Wind to Java)
- 1953: Hölle der Gefangenen (Devil’s Canyon)
- 1953: Das letzte Signal (Island in the Sky)
- 1953: Man nennt mich Hondo (Hondo)
- 1954: Johnny Guitar – Wenn Frauen hassen (Johnny Guitar)
- 1954: Es wird immer wieder Tag (The High and the Mighty)
- 1955: Fluggeschwader LB 17 greift ein (Top of the World)
- 1955: Der Seefuchs (The Sea Chase)
- 1955: Der gelbe Strom (Blood Alley)
- 1956: Noch heute sollst du hängen (Star in the Dust)
- 1956: Geheime Fracht (Santiago)
- 1956: Böse Saat (The Bad Seed)
- 1956: Einst kommt die Stunde (Toward the Unknown)
- 1956: Giganten (Giant)
- 1956: Der Mann in der Gruft (Man in the Vault)
- 1956: Im Lande Zorros (Stagecoach to Fury)
- 1957: Die Uhr ist abgelaufen (Night Passage)
- 1957: Düsenjäger (Jet Pilot) [1949–1953 gedreht]
- 1957: Die Teufelskurve (The Devil’s Hairpin)
- 1957: Des Teufels Lohn (Man in the Shadow)
- 1958: Lafayette Escadrille
- 1959: Gangster, Gin und scharfe Hasen (Guns Girls and Gangsters)
- 1962: Wer die Nachtigall stört (To Kill a Mockingbird)
- 1964: Carrasco, der Schänder (The Outrage)
- 1965: Die Lady und der Tramp (Baby the Rain Must Fall)
- 1965: Der Mann vom großen Fluß (Shenandoah)
- 1965: Die vier Söhne der Katie Elder (The Sons of Katie Elder)
- 1966: Tag der Abrechnung (Ride Beyond Vengeance)
- 1966: Western-Patrouille (Incident at Phantom Hill)
- 1966: Nevada Smith
- 1966: El Dorado
- 1967: Mordbrenner von Arkansas (Welcome to Hard Times)
- 1967: Das Teufelsweib von Texas (The Ballad of Josie)
- 1968: Totem (Day of the Evil Gun)
- 1969: Der gnadenlose Rächer (Young Billy Young)
- 1969: Die Unbesiegten (The Undefeated)
- 1970: Zabriskie Point
- 1970: Der „schärfste“ aller Banditen (Dirty Dingus Magee)
- 1971: Shoot Out – Abrechnung in Gun Hill (Shoot Out)
- 1972: Rabbits (Night of the Lepus)
- 1973: Pat Garrett jagt Billy the Kid (Pat Garrett and Billy the Kid)
- 1973: Geier kennen kein Erbarmen (Cahill U.S. Marshal)
- 1977: Grauadler (Grayeagle)
- 1979: Wanda Nevada

### Fernsehen
- 1950: The Lone Ranger (Folge 2x01 Aktien und Tapeten)
- 1953/1954: Superman – Retter in der Not (Adventures of Superman, 2 Folgen)
- 1956–1967: Rauchende Colts (Gunsmoke, 5 Folgen)
- 1957–1963: Perry Mason (5 Folgen)
- 1958: Sugarfoot (Folge 1x15)
- 1958: Der Texaner (The Texan, Folge 1x07)
- 1958: Bronco (Folge 1x05)
- 1958: Northwest Passage (Folge 1x14)
- 1958, 1960: Abenteuer im wilden Westen (Dick Powell’s Zane Grey Theater, 2 Folgen)
- 1958–1963: Westlich von Santa Fé (The Rifleman, Fernsehserie, 124 Folgen)
- 1958–1964: Wagon Train (3 Folgen)
- 1959: Lawman (Folge 1x29)
- 1959: Law of the Plainsman (Fernsehserie, Folge Toll Road)
- 1959: Tausend Meilen Staub (Rawhide, Folge 2x06 Der zwölfte Geschworene)
- 1959/1965: Lassie (Fernsehserie, 2 Folgen)
- 1961: Am Fuß der blauen Berge (Laramie, Folge 2x30)
- 1963: Have Gun – Will Travel (Folge 6x22)
- 1963: Sprung aus den Wolken (Ripcord, Folge 2x16)
- 1964: The Twilight Zone (Folge 5x26)
- 1964: Kentucky Jones (Folge 1x03)
- 1964: Auf der Flucht (The Fugitive, Folge 2x15)
- 1964–1970: Die Leute von der Shiloh Ranch (The Virginian, 3 Folgen)
- 1965–1969: Big Valley (The Big Valley, 3 Folgen)
- 1965–1973: FBI (The F.B.I., 4 Folgen)
- 1966: Raumschiff Enterprise (Star Trek, Folge 1x03 Die Spitze des Eisberges)
- 1966: Time Tunnel (The Time Tunnel, Folge 1x03)
- 1966: Die Seaview – In geheimer Mission (Voyage to the Bottom of the Sea, Folge 3x05)
- 1966/1967: Verrückter wilder Westen (The Wild Wild West, 2 Folgen)
- 1966/1969: Daniel Boone (2 Folgen)
- 1967: Winchester 73 (Fernsehfilm)
- 1967/1968: High Chaparral (The High Chaparral, 2 Folgen)
- 1967/1968: Die Spur des Jim Sonnett (The Guns of Will Sonnett, 2 Folgen)
- 1967/1971: Bonanza (2 Folgen)
- 1968: The Andy Griffith Show (Folge 8x21)
- 1968/1969: Planet der Giganten (Land of the Giants, 2 Folgen)
- 1968/1969: The Name of the Game (2 Folgen)
- 1969–1971: Walt Disneys bunte Welt (Walt Disney's Wonderful World of Color, 4 Folgen)
- 1970: Lieber Onkel Bill (Family Affair, Folge 4x15)
- 1970: Der Chef (Ironside, Folge 4x12 Wunder und andere Unregelmäßigkeiten)
- 1971: Owen Marshall – Strafverteidiger (Owen Marshall: Counselor at Law, Folge 1x05)
- 1971–1973: Alias Smith und Jones (Alias Smith and Jones, 3 Folgen)
- 1972: Mannix (Folge 5x23 Der Sündenbock)
- 1972/1975: Notruf California (Emergency!, 2 Folgen)
- 1973/1975: Die Straßen von San Francisco (The Streets of San Francisco, 2 Folgen)
- 1974: Der Sechs-Millionen-Dollar-Mann (The Six Million Dollar Man, Folge 1x01)
- 1974: The New Perry Mason (Folge 1x15)
- 1974: Die Waltons (The Waltons, Folge 3x01 Blutsbande – Teil 1)
- 1974–1975: Barnaby Jones (3 Folgen)
- 1975: Lincoln (Sandburg's Lincoln, Miniserie)
- 1976: Die Zwei mit dem Dreh (Switch, Folge 1x16)
- 1977: Stadt der Gewalt (The City, Fernsehfilm)
- 1977: Durch die Hölle nach Westen (How the West Was Won, 2 Folgen)
- 1978: Detektiv Rockford – Anruf genügt (The Rockford Files, Folge 4x21 The House on Willis Avenue)
- 1979: Kampfstern Galactica (Battlestar Galactica, Folge 1x20 Die Meuterei)
- 1981: Quincy (Quincy, M.E., Folge 7x06 For Want of a Horse)

### Als Drehbuchautor
- 1944: Mit Büchse und Lasso (Tall in the Saddle)
- 1954: Gala-Premiere (Ring of Fear)
- 1958: The Notorious Mr. Monks